# Liste der Monuments historiques in Saint-Jean-sur-Moivre
Die Liste der Monuments historiques in Saint-Jean-sur-Moivre führt die Monuments historiques in der französischen Gemeinde Saint-Jean-sur-Moivre auf.

## Liste der Objekte
| Bezeichnung | Beschreibung                     | Standort                                          | Kennzeichnung | Schutzstatus | Datum | Bild |
| ----------- | -------------------------------- | ------------------------------------------------- | ------------- | ------------ | ----- | ---- |
| Kapitell    | Holz, vergoldet, 18. Jahrhundert | in der Kirche Nativité-de-St-Jean-Baptiste (Lage) | PM51003123    | Inscrit      | 1980  |      |
| Tabernakel  | Holz, 18. Jahrhundert            | in der Kirche Nativité-de-St-Jean-Baptiste (Lage) | PM51003124    | Inscrit      | 1980  |      |